# Jan Pajkert
Jan Pajkert (ur. 21 czerwca 1887 w Radomiu, zm. 24 października 1964 w Grodzisku Mazowieckim) – polski duchowny rzymskokatolicki, kanonik, szambelan papieski, Naczelny Kapelan Wojska Polskiego.

## Życiorys
Syn Józefa i Rozalii z domu Burhardt. Absolwent Szkoły Lorentza w Radomiu. Kształcił się w Seminarium Duchownym w Sandomierzu. W 1912 otrzymał sakrament święceń, udzielony przez bp. Mariana Józefa Ryxa i w tym roku został wikariuszem w Siennie, po czym pełnił tę funkcję w Goźlicach i Koprzywnicy.
Po wybuchu I wojny światowej, za pozwoleniem biskupa, ochotniczo zgłosił się do pełnienia funkcji duszpasterskiej dla Polaków (w liczbie ok. 10 tys.) służących w 75 Dywizji Strzeleckiej. 4 grudnia 1917 został mianowany dziekanem generalnego I Korpusu Polskiego w Rosji. 5 lutego 1918 r. podczas walk z bolszewikami o Osipowicze (na zachód od Bobrujska) dziekan ks. Pajkert podniósł polskich żołnierzy na duchu po nieudanym przeciwnatarciu, pomógł przełamać kryzys w szeregach, a po zajęciu miasta uchronił ludność przed odwetem wzburzonych żołnierzy. Po demobilizacji I Korpusu, w maju 1918 powrócił do macierzystej diecezji sandomierskiej, a w lipcu został kapelanem miejscowego Szpitala Św. Kazimierza w Radomiu został naczelnym kapelanem żołnierzy polskich w jednostkach Polskiej Siły Zbrojnej. Po odzyskaniu przez Polskę niepodległości w ramach Polowej Kurii Biskupiej w Wojsku Polskim został szefem Zarządu Naczelnego Kapelana Wojsk Polskich, powołanego 14 listopada 1918, a wkrótce po tym jako Naczelny Kapelan Wojsk Polskich stanął na czele Konsystorza Polowego Rzymskokatolickim, powołanego 5 grudnia 1918. Rozpoczął prace nad tworzeniem struktury służby katolickiej w Wojsku Polskim. Stanowisko opuścił po tym, jak 5 lutego 1919 biskupem polowym Wojska Polskiego został mianowany ks. Stanisław Gall. Od tego czasu służył jako wikariusz generalny do 1922. W 1919 otrzymał tytuł kanonika Kapituły Katedralnej Sandomierskiej. 
16 grudnia 1921 roku został zatwierdzony z dniem 1 kwietnia 1920 roku w stopniu dziekana w duchowieństwie wojskowym wyznania katolickiego. 3 maja 1922 roku został zweryfikowany w stopniu dziekana ze starszeństwem z 1 czerwca 1919 roku i 4. lokatą w duchowieństwie wojskowym wyznania rzymskokatolickiego.
Od 1 marca 1922 pełnił funkcję szefa duszpasterstwa, a od 1923 do 1924 szefa służby duszpasterstwa w Kierownictwie Marynarki Wojennej. W 1923 udzielił ślubu kmdr. por. Mieczysławowi Burhardtowi). Z dniem 31 grudnia 1924 został przeniesiony w stan nieczynny na przeciąg 9 miesięcy bez poborów. Kształcił się w Szkole Nauk Politycznych i Społecznych w Paryżu. Od 1 października 1925 pełnił stanowisko szefa duszpasterstwa Okręgu Korpusu Nr II w Lublinie. W tym czasie w byłej cerkwi zorganizował kościół garnizonowy (konsekrowany w 1933). W 1934 został szambelanem papieskim. 30 kwietnia 1939 został przeniesiony w stan spoczynku.
Po wybuchu II wojny światowej i wkroczeniu do Lublina Niemców w czasie kampanii wrześniowej 1939 wyjechał do Warszawy. Stamtąd podczas powstania warszawskiego 1944 został ewakuowany do Durchgangslager Pruszków, skąd przedostał się do Grodziska Mazowieckiego i tam zamieszkał. Odprawiał msze w kaplicy przy szpitalu.
Zmarł 24 października 1964 w Grodzisku Mazowieckim i tam został pochowany.

## Ordery i odznaczenia
- Krzyż Niepodległości (17 marca 1938)[10]
- Krzyż Oficerski Orderu Odrodzenia Polski (2 maja 1923)[11][12]
- Krzyż Walecznych
- Złoty Krzyż Zasługi (25 maja 1939)[13]
- Medal Pamiątkowy za Wojnę 1918–1921
- Medal Zwycięstwa (Médaille Interalliée) – 1925[14]